# Selec
Selec (in tedesco Seletz, in ungherese Szelec) è un comune della Slovacchia facente parte del distretto di Trenčín, nella regione omonima.
È citata per la prima volta in un documento storico nel 1439.